# Jade Lally
Jade Louise Lally (* 30. März 1987 in London als Jade Nicholls) ist eine britische Leichtathletin, die sich auf den Diskuswurf spezialisiert hat.

## Sportliche Laufbahn
Erste internationale Erfahrungen sammelte Jade Lally bei den U23-Europameisterschaften 2009 in Kaunas, bei denen sie mit einer Weite von 54,44 m die Bronzemedaille hinter ihrer Landsfrau Eden Francis und Wera Karmischina aus Russland gewann. Im Jahr darauf nahm sie erstmals für England startend an den Commonwealth Games in Neu-Delhi teil und belegte mit 57,62 m den sechsten Platz. 2012 schied sie bei den Europameisterschaften in Helsinki mit 51,75 m in der Qualifikation aus und gewann zwei Jahre später mit einem Wurf auf 60,48 m die Bronzemedaille bei den Commonwealth Games in Glasgow hinter der Australierin Dani Stevens und Seema Antil aus Indien. 2016 verbesserte sie zweimal den britischen Rekord und qualifizierte sich für die Europameisterschaften in Amsterdam, bei denen sie mit 60,29 m im Finale den siebten Platz belegte. Damit qualifizierte sie sich erstmals für die Olympischen Spiele in Rio de Janeiro, bei denen sie mit 54,06 m bereits in der Vorrunde ausschied.
2017 nahm sie an den Weltmeisterschaften in London teil, konnte sich dort mit 57,71 m aber nicht für das Finale qualifizieren. Im Jahr darauf wurde sie bei den Commonwealth Games im australischen Gold Coast mit einem Wurf auf 53,97 m Siebte und erreichte bei den Europameisterschaften in Berlin mit 57,33 m im Finale Rang elf. 2022 siegte sie mit 59,90 m beim Sydney Track Classic und verpasste im Juli bei den Weltmeisterschaften in Eugene mit 58,21 m den Finaleinzug. Anschließend gewann sie bei den Commonwealth Games in Birmingham mit 58,42 m die Silbermedaille hinter der Nigerianerin Chioma Onyekwere und wurde dann bei den Europameisterschaften in München mit 57,08 m Neunte. Im Oktober siegte sie mit 59,26 m beim Denka Athletics Challenge Cup.
In den Jahren 2010 und 2013 sowie von 2015 bis 2018 sowie 2022 wurde Lally britische Meisterin im Diskuswurf. Sie absolvierte Studien der Sportwissenschaften und Sporterziehung an der St Mary’s University in London.